# Aclosmation rufum
Aclosmation rufum là một loài tò vò trong họ Ichneumonidae.